# Banque de Lettonie
La Banque de Lettonie (en letton : Latvijas Banka) est la banque centrale de la République de Lettonie. Depuis 2014, elle est également l'autorité nationale compétente de la Lettonie au sein du Mécanisme de surveillance unique.

## Histoire
Le 7 septembre 1922, l'Assemblée constituante adopta la loi portant création de la Banque de Lettonie, qui lui accordait le privilège d'émission. Les statuts provisoires de la Banque furent approuvés le 19 septembre 1922 par le Conseil des ministres, avec un capital initial fixé à 10 millions de lats. Le 23 avril 1923, la Saeima approuva les statuts définitifs de la Banque de Lettonie.
Le 17 juin 1940, la Lettonie fut occupée et incorporée à l'URSS le 5 août. Le 25 juillet, la loi sur la nationalisation des banques et des grandes entreprises industrielles fut adoptée. Après la Seconde Guerre mondiale, l'émission de monnaie et les fonctions de Trésor furent assurées par la Banque d'État de l'URSS, mais le système monétaire de la RSS de Lettonie resta entièrement sous son contrôle.
Ce n'est qu'après la Déclaration du 4 mai 1990 sur la restauration de l'indépendance de la République de Lettonie et l'effondrement de l'URSS, avec la décision du Conseil suprême de la République de Lettonie du 3 septembre 1991 « Sur la réorganisation des institutions bancaires sur le territoire de la République de Lettonie », que la Banque de Lettonie est devenue la seule banque centrale et émettrice. Elle a repris la propriété et la structure des banques de l'URSS, de la Latvijas Republikānisko banku et d'autres établissements de crédit publics.

## Gouverneurs de la banque
| Rang | Nom               | Mandat                              |
| ---- | ----------------- | ----------------------------------- |
| 1er  | Kārlis Vanags     | 1er novembre 1922 – 14 octobre 1923 |
| 2e   | Edgars Švēde      | 15 octobre 1923 – 21 septembre 1926 |
| 3e   | Kārlis Vanags     | 22 septembre 1926 – 13 juillet 1940 |
| 4e   | Kārlis Zandersons | 13 juillet 1940 – 21 juillet 1940   |
|      |                   |                                     |
|      |                   |                                     |
| 5e   | Artūrs Graudiņš   | 26 mars – 30 juillet 1990           |
| 6e   | Pāvils Sakss      | 31 juillet 1990 – 3 septembre 1991  |
| 7e   | Einars Repše      | 3 septembre 1991 – 20 décembre 2001 |
| 8e   | Ilmārs Rimšēvičs  | 21 décembre 2001 – 20 décembre 2019 |
| 9e   | Mārtiņš Kazāks    | Depuis 21 décembre 2019             |